# Midland City, Alabama
Midland City là một thị trấn thuộc quận Dale, tiểu bang Alabama, Hoa Kỳ. Dân số năm 2009 là 1890 người, mật độ dân số đạt 120 người/km².